# Erannis aerugaria
Erannis aerugaria är en fjärilsart som beskrevs av Ignaz Schiffermüller 1775. Erannis aerugaria ingår i släktet Erannis och familjen mätare. Inga underarter finns listade i Catalogue of Life.